# Pojke

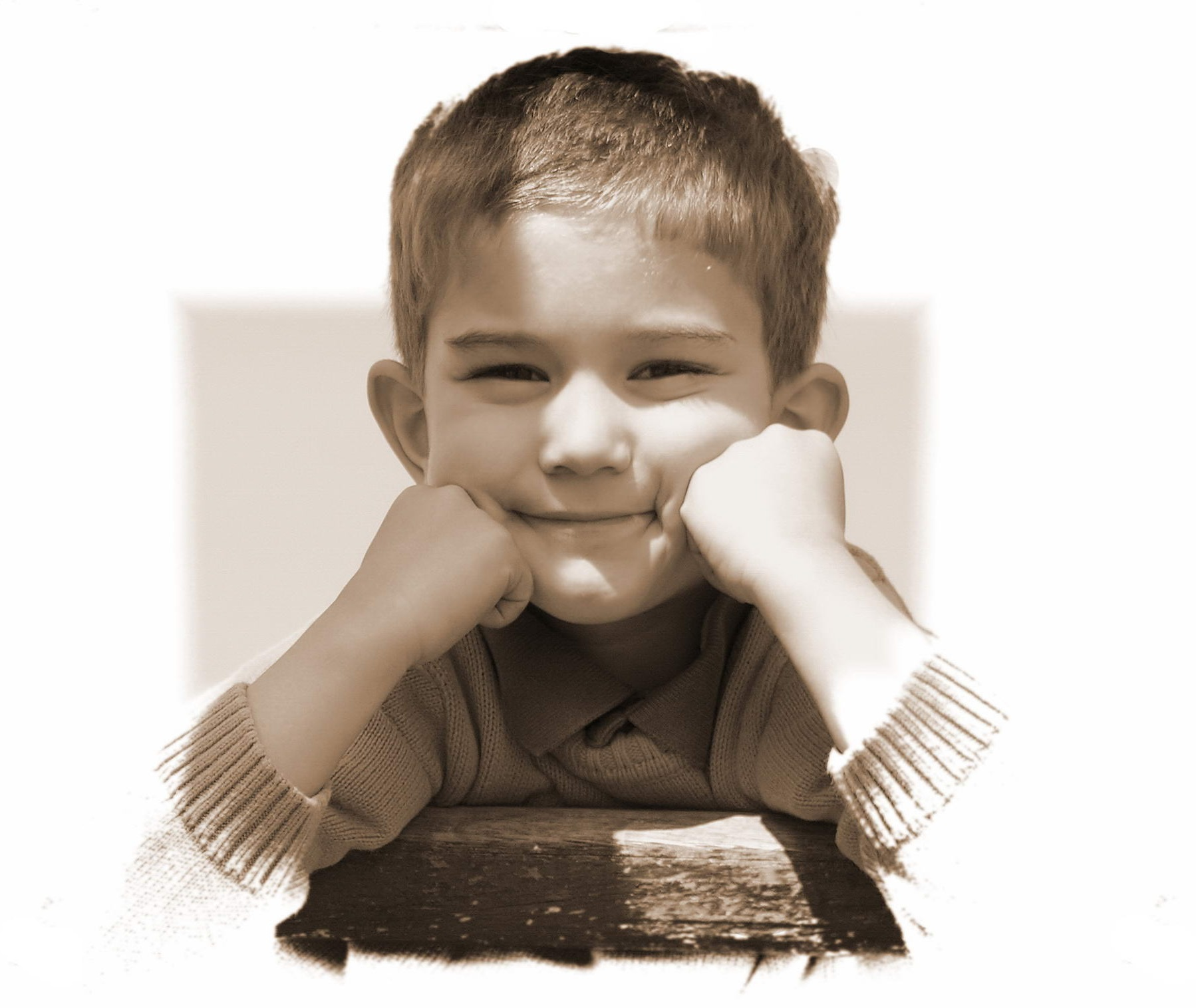
En glad pojke

En pojke, gosse eller, i vardagliga sammanhang, kille, är ett barn eller tonåring av manligt kön. Ordet kommer från finskans poika, som betyder både pojke och son. Innan svenska språket lånade in ordet från finskan var det gosse som var det mest spridda; i övrigt brukades dialektala benämningar som kunde variera mellan olika platser. Åldern då en pojke övergår till att räknas som man varierar i olika samhällen, men ligger oftast vid 18-årsåldern; vanligtvis i slutet av adolescensen.

## Biologi
Pojkar utvecklar manliga kännetecken genom att ärva en x-kromosom från modern och en y-kromosom från fadern. De utvecklar vanligen ett manligt fortplantningssystem. Pojkars kroppar går igenom gradvisa förändringar under puberteten. Puberteten är processen av fysiska förändringar varigenom ett barns kropp mognar till en vuxen kropp som är kapabel till att genom sexuell fortplantning möjliggöra befruktning. Detta påbörjas av hormonella signaler från hjärnan till könskörtlarna. Som en reaktion på signalerna, producerar könskörtlarna hormoner som stimulerar libido (könsdrift) och växten, funktionen och omvandlingen av hjärnan, benen, musklerna, blodet, huden, håret, brösten och de sexuella organen. Fysisk växt (längd och vikt) accelererar i den första halvan av puberteten och är fullföljd när barnet har utvecklat en vuxen kropp. Puberteten är en process som vanligtvis utspelar sig mellan åldrarna 10 och 16, men dessa åldrar skiljer sig från pojke till pojke.